# آنتونیو گرکو
آنتونیو گرکو (اسپانیایی: Antonio Greco‎؛ زادهٔ ۱۷ سپتامبر ۱۹۲۳) بازیکن فوتبال اهل بولیوی بود.
وی همچنین در تیم ملی فوتبال بولیوی بازی کرده‌است.